# Julien De Beul
Julien De Beul (Sint-Jans-Molenbeek, 28 november 1868 - onbekend) was een Belgisch kunstschilder.

## Levensloop
Hij werd buiten een huwelijk geboren als Joseph-Julien Callewaert. Bij het huwelijk van zijn moeder in 1873 met kunstschilder Franz De Beul werd hij wettelijk erkend en kreeg hij de familienaam van de vader.
Hij was leerling van zijn vader en daarna van de Academie voor Schone Kunsten in Brussel (bij Joseph Stallaert en Joseph van Severdonck). Studiegenoten aan de Academie waren onder meer Emile Bulcke, Charles-Louis Voets, Jef Dutillieu, Lucien Rion, Jacques Madyol en Philippe Swyncop.
Hij nam zonder succes deel aan de voorbereidende wedstrijd voor de Prijs van Rome voor Schilderkunst in 1895.
Over zijn eigenlijke loopbaan is niets bekend.

## Musea
- Dendermonde, Stedelijk Museum (één tekening)